# اناندیل (مینه‌سوتا)
اناندیل، مینه‌سوتا (به انگلیسی: Annandale, Minnesota) یک شهر در ایالات متحده آمریکا است که در مینه‌سوتا واقع شده‌است.

## خصوصیات
اناندیل ۷٫۷۲ کیلومترمربع مساحت و ۳٬۲۲۸ نفر جمعیت دارد و ۳۲۶ متر بالاتر از سطح دریا واقع شده‌است.